# Jean Alexanderová
Jean Margaret Hodgkinsonová, známá pod uměleckým jménem Jean Alexander (11. října 1926 Toxteth, Liverpool – 14. října 2016 Southport), byla britská televizní herečka. Televizním divákům byla známá především díky své dlouholeté roli Hildy Ogdenové v Coronation Street. Tato mýdlová opera, kterou vysílá televize ITV je zapsána do Guinnessovy knihy rekordů jako nejdéle vysílaný televizní seriál na světě. V tomto seriálu sice nehrála úplně od začátku, ale její postava Hildy Ogdenové se brzy zařadila mezi hlavní, vedle trojice původních postav,, kterými byli Ena Sharplesová (hrála ji Violet Carsonová), Elsie Tannerová (hrála Patricia Phoenixová) a Annie Walkerová (hrála Doris Speedová).
Jean Alexanderová jako Hilda Ogdenová v Coronation Street hrála od roku 1964 až do roku 1987, poté se v něm krátce objevila ještě v letech 1990 a 1998. Její další významnou rolí byla Auntie Wainwrightová v dlouholetém sitcomu Last of the Summer Wine, kde hrála od roku 1988 až do roku 2010. Za roli v Coronation Street získala v roce 1985 cenu Královské televizní společnosti (RTS Award) za nejlepší herecký výkon, v roce 1988 byla nominována na televizní cenu Britské akademie (tzv. cena BAFTA) pro nejlepší herečku v hlavní roli a v roce 1988 získala TV Times Award pro nejlepší herečku.

## Mládí
Jean Margaret Hodgkinsonová se narodila v roce 1926 na Rhiwlas Street 18 ve čtvrti Toxteth v Liverpoolu. Jejími rodiči byli Nell a Archie Hodgkinsonovi. Její otec pracoval jako elektrikář a rodina žila v řadovém domě bez samostatné toalety. Měla staršího bratra Kennetha. Od útlého věku toužila stát se herečkou a později uvedla, že ji inspirovala varietní představení, která viděla v divadle Pavilion v jejím rodném městě. Navštěvovala dívčí školu St Edmund's College v Princes Parku v Toxtethu a jako teenagerka se připojila k amatérské divadelní skupině a chodila také na hodiny řečnického umění.

## Kariéra
Pět let pracovala jako knihovnice v Liverpoolu, než v roce 1949 zahájila svou hereckou kariéru v divadle Adelphi Guild Theatre v Macclesfieldu. Poprvé se objevila jako Florrie ve hře Sheppey od Williama Somerseta Maughama. Později působila v repertoárových divadlech ve městech Oldham, Stockport a York. Většina jejích rolí byla menšího rozsahu a pracovala také jako garderobiérka a jevištní manažerka. Dostupné zdroje se ne úplně shodují v tom, co byl její televizní debut. Nejčastěji je uváděn buď policejním seriál Z-Cars (1962) nebo film Deadline Midnight (1961).

### Coronation Street
Jean Alexanderová se v Coronation Street nejprve objevila v roce 1962 v menší roli bytné. Až o dva roky později se do seriálu vrátila jako Hilda Ogdenová a tato role se stala zlomem v její celé kariéře. Tuto postavu začala hrát 8. července 1964 a nakonec v ní setrvala až do 25. prosince 1987. Hilda Ogdenová se stala u diváků velmi oblíbenou a Jean Alexanderová byla s její postavou často ztotožňována.
Ve speciálním pořadu 40 Years on Coronation Street (40 let v Coronation Street) vyprávěla o příhodě, která se jí stala před lety. Když nakupovala, jeden fanoušek se jí zeptal, jestli je Hilda Ogdenová. Odpověděla mu svým normálním přízvukem, nikoli dialektem z oblasti Manchesteru, kterým se od počátku mluvilo v seriálu: „Prosím?“ („I beg your pardon?“). Zaskočený fanoušek řekl: „Ach, nemluvte směšně!“.
Britskou ligu pro Hildu Ogdenovou založili v roce 1979 mimo jiné Sir John Betjeman, Willis Hall, Russell Harty, Laurence Olivier a Michael Parkinson. V roce 1984 jí mnoho fanoušků poslalo kondolenční lístky po smrti jejího seriálového manžela Stana Ogdena. Netušili přitom, že Bernard Youens, který tuto seriálovou postavu hrál, zemřel již několik měsíců předtím. V roce 1985 obdržela za svůj výkon v Coronation Street cenu Královské televizní společnosti. Když se v roce 1987 rozhodla seriál definitivně opustit, fanoušci zahájili kampaně "Zachraňte Hildu!". Její poslední scény v seriálu byly odvysílány 25. prosince 1987 a přilákaly téměř 27 milionů diváků, což byla nejvyšší sledovanost v mnohaleté historii seriálu.
V roce 2005 byla v anketě britského časopisu TV Times zvolena „největší hvězdou telenovel všech dob“. V pondělí 6. prosince 2010, těsně před 50. výročím vzniku seriálu (první díl se vysílal 9. prosince 1960) bylo skoro celé dopolední vysílání televize ITV (pravidelný pořad This Morning) věnováno tomuto výročí a Jean Alexanderová v něm telefonicky podrobně hovořila o svém mnohaletém působení v seriálu.

### Další role
V roce 1988 se Jean Alexanderová objevila (nejprve jako host) v dlouhodobě vysílaném komediálním seriálu BBC Last of the Summer Wine jako Auntie Wainwrightová, majitelky místního vetešnictví, která se snaží vydělat peníze. V roce 1989 se do seriálu vrátila na druhé hostování a nakonec se v roce 1992 stala stálou postavou v seriálu, kde setrvala až do konce jeho vysílání v roce 2010.
Mezi její filmové role patří například Scandal, historické drama z roku 1989 (režie Michael Caton-Jones) nebo Willie's War z roku 1994. Dále namluvila hlas paní Santové v animované sérii Robbie Reindeer, konkrétně v epizodě Hooves of Fire (1999). Objevila se také v britském televizním dramatu Boon a jako Lily v dětském seriálu The Phoenix and the Carpet. S Patricií Hodgeovou a Lionelem Jeffriesem hrála v komediálním seriálu Rich Tea and Sympathy a rovněž v kvízovém pořadu Cluedo. Později hrála také ve filmech Barbara, Heartbeat, Where the Heart Is a The Afternoon Play.

## Osobní život a úmrtí
Jean Alexanderová se nikdy neprovdala, protože uváděla, že na prvním místě pro ni byla herecká kariéra. Byla blízkou přítelkyní svého filmového manžela z Coronation Street Bernarda Youense. Své vzpomínky nejen na seriál a své kolegy shrnula v autobiografické knize The Other Side of the Street, která vyšla v roce 1989 v nakladatelství Queen Anne Press (tři další vydání v letech 1990, 1991 a 1992 v různých nakladatelstvích).
Dlouhá léta žila v pobřežním městě Southportu v hrabství Merseyside, severozápadní Anglie a v roce 2009 se spolu s dalšími úspěšně zapojila do kampaně za dočasnou knihovnu ve městě po dobu rekonstrukce centrální knihovny. Byla vášnivou zahrádkářkou a po její smrti byla na výstavišti Southport Flower Show (kde byla pravidelnou návštěvnicí) instalována lavička označená jejím jménem. Svou zahradní sekačku Qualcast Panther z roku 1955 věnovala British Lawnmower Museum (Britské muzeum sekaček v Southportu), kde je stále vystavena.
Jean Alexanderová oznámila definitivní konec herecké kariéry v roce 2012, dva roky po svém posledním televizním vystoupení. Její herecká kariéra trvala více než 60 let. 11. října 2016 oslavila 90. narozeniny, ale onemocněla a o tři dny později zemřela v nemocnici v Southportu.

## Výběrová filmografie
| Rok                  | Název / Český název (pokud je)                            | Role                                    |
| -------------------- | --------------------------------------------------------- | --------------------------------------- |
| 1961                 | Deadline Midnight (seriál)                                | Mrs. Gibson                             |
| 1961                 | ITV Television Playhouse: Different Drum                  |                                         |
| 1962–1963            | Television Club                                           | Mrs. Wade                               |
| 1962–1963            | Z Cars                                                    | Mrs. Cantrell / Amy Ford / Mrs. Hopkins |
| 1962                 | Emergency Ward 10                                         | Mrs. Nicholls                           |
| 1962                 | Coronation Street                                         | Mrs. Webb (2 epizody)                   |
| 1964–1987            | Coronation Street                                         | Hilda Ogden (1614 epizod)               |
| 1964                 | Mary Barton (seriál) / Mary Bartonová (románová předloha) | Mrs. Jones (2 epizody)                  |
| 1988, 1989 1992–2010 | Last of the Summer Wine                                   | Auntie Wainwright (168 epizod)          |
| 1989                 | Scandal / Aféra Profumo                                   | Mrs. Keeler                             |
| 1991                 | Rich Tea and Sympathy                                     | Granny Trellis                          |
| 1993–1995            | Harry (seriál)                                            | Irene Paterson                          |
| 1993                 | I, Lovett                                                 | Elsie Mittens                           |
| 1993                 | Cluedo (britský kvízový pořad)                            | Marjory Hunt                            |
| 1997                 | Adam's Family Tree                                        | Winifred Whisper                        |
| 1997                 | The Phoenix and the Carpet (seriál)                       | Lily                                    |
| 1999                 | Hooves of Fire (animovaný)                                | Mrs. Santa (hlas)                       |
| 2000–2002            | Where the Heart Is (seriál)                               | Kathleen Beresford/ Joan Cotter         |
| 2001, 2003           | Heartbeat (seriál)                                        | Lily Barton                             |
| 2002                 | Barbara (seriál)                                          | Queenie Liversidge                      |
| 2004                 | The Afternoon Play: Drive                                 | Enid                                    |
| 2006                 | To the Sean Again                                         | Annie                                   |

## Filmové ceny a nominace
| Rok  | Filmová cena                                     | Kategorie                      | Filmové dílo      | Výsledek  |
| ---- | ------------------------------------------------ | ------------------------------ | ----------------- | --------- |
| 1985 | RTS Award (cena Královské televizní společnosti) | nejlepší herečka               | Coronation Street | vítězství |
| 1987 | Televizní cena Britské akademie (cena BAFTA)     | nejlepší herečka v hlavní roli | Coronation Street | nominace  |
| 1988 | TV Times Award                                   | nejlepší herečka               | Coronation Street | vítězství |